# Архиепархия Апаресиды

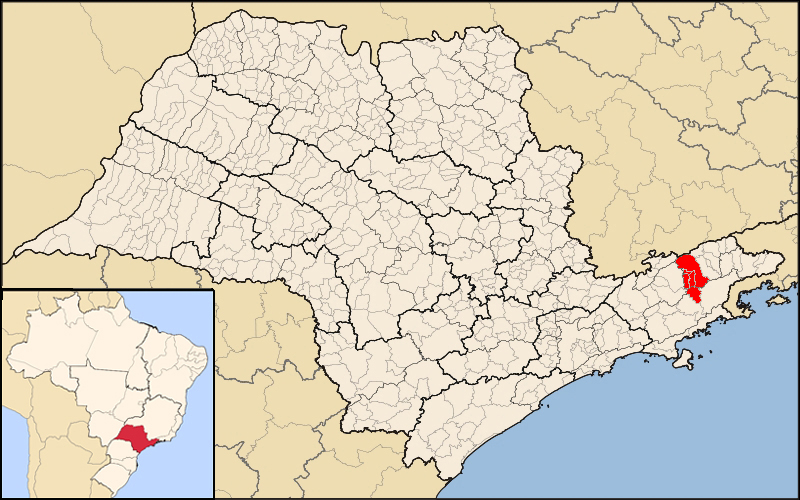
Расположение архиепархии Апаресиды

Архиепархия Апаресиды (лат. Archidioecesis Apparitiopolitana) — епархия Римско-Католической церкви с центром в городе Апаресида, Бразилия. В митрополию Апаресиды входят епархии Карагуататубы, Лорены, Сан-Жозе-дус-Кампуса, Таубате. Кафедральным собором архиепархии Апаресиды является церковь святого Антония Падуанского.

## История
19 апреля 1958 года Римский папа Пий XII издал буллу Sacrorum Antistitum, которой учредил архиепархию Апаресиды, выделив её из архиепархии Сан-Паулу и епархии Таубате.

## Ординарии архиепархии
- кардинал Карлуш Кармелу де Вашконшелош Мотта (18.04.1964 — 18.09.1982);
- архиепископ Geraldo María de Morais Penido (18.09.1982 — 12.07.1995);
- кардинал Алоизиу Лоршейдер (24.05.1995 — 28.01.2004) — кардинал с 24.05.1976 года;
- кардинал Раймунду Дамасену Ассис (28.01.2004 — 16.11.2016) — кардинал с 20.11.2010 года;
- архиепископ Орланду Брандес (16.11.2016 — по настоящее время).

## Источник
- Annuario Pontificio, Libreria Editrice Vaticana, Città del Vaticano, 2003, ISBN 88-209-7422-3
- Булла Sacrorum Antistitum Архивная копия от 3 марта 2013 на Wayback Machine, AAS 51 (1959), стр. 90  (лат.)